# Volkan Demirel
Volkan Demirel (* 27. října 1981 Istanbul, Turecko) je bývalý turecký fotbalista hrající na postu brankáře, většinu své kariéry chytající v tureckém klubu Fenerbahçe SK. Byl také hráčem tureckého reprezentačního týmu, účastníkem Mistrovství Evropy v roce 2008, na kterém získal se svým národním mužstvem bronzové medaile.

## Klubová kariéra
Demirelova kariéra začala v roce 2000 v klubu Kartalspor, kde odchytal celkem 51 zápasů (z toho 19 s čistým kontem).[zdroj?]

### Fenerbahçe Istanbul
V roce 2002 byl vyměněn do klubu Fenerbahçe Istanbul, za který odehrál první mistrovský zápas 26. dubna 2003 proti Samsunsporu. Na jaře 2011 dostal nabídku na přestup do AC Milán.
V základní skupině C Evropské ligy 2012/13 pomohl Fenerbahçe k obsazení prvního místa a zisku 13 bodů. Demirel byl kapitánem. 4. října 2012 vychytal výhru 4:2 proti německému celku Borussia Mönchengladbach a právě tyto dva celky později společně postoupily do vyřazovací fáze Evropské ligy. V šestnáctifinále vyřadilo Fenerbahçe běloruský klub FK BATE Borisov po výsledku 0:0 venku a 1:0 doma (tento zápas v Turecku se však hrál bez diváků), Demirel odchytal obě střetnutí. V prvním utkání osmifinále proti českému týmu FC Viktoria Plzeň gól nedostal a Fenerbahce si z Plzně odvezlo výhru 1:0. 14. března v odvetě v Istanbulu (opět se hrálo bez diváků) jej překonal Vladimír Darida, který vstřelil vyrovnávací gól na konečných 1:1. Tento výsledek Fenerbahce stačil k postupu do čtvrtfinále. V Evropské lize se s Fenerbahçe probojoval nakonec až do semifinále proti portugalské Benfice Lisabon. 2. května v odvetném zápase odchytal celé střetnutí. Benfica zvítězila 3:1, smazala prohru 0:1 z prvního zápasu v Istanbulu a postoupila do finále, turecký klub byl vyřazen.
Na konci sezony 2013/14 se s Fenerbahçe radoval ze zisku ligového titulu (pro klub celkově devatenáctého, pro něj pátého s tímto týmem).

## Reprezentační kariéra
Volkan Demirel reprezentoval Turecko i v mládežnické kategorii do 21 let.
V A-mužstvu Turecka debutoval 28. 4. 2004 v přátelském zápase v Bruselu proti týmu Belgie (výhra 3:2).

S národním týmem se zúčastnil Mistrovství Evropy 2008 v Rakousku a Švýcarsku, na kterém se Turecko propracovalo až do semifinále a získalo bronzové medaile.

## Osobní život
Jeho manželkou je turecko-belgická modelka Zeynep Severová, vítězka soutěže Miss Belgie 2009.